# Петрово-Висунське
Петро́во-Вису́нське — село в Україні, у Казанківській селищній громаді Баштанського району Миколаївської області. Населення становить 36 осіб.